# Eutektikum
Az eutektikum két vagy több komponens (elem vagy vegyület) elegye, amelynek létezik egy vagy több olyan összetétele, amely a tiszta komponensek olvadáspontjánál alacsonyabb hőmérsékleten olvad meg. A kifejezés a görög eu (ευ = könnyen) és tékszé (τήξη = olvad) összetételéből származik.
Hűtés során homogén folyadék állapotból egy időben keletkező két szilárd fázis keveréke.
A jobbra látható ábra olyan kétkomponensű rendszer fázisdiagramját mutatja, amelyben az eutektikumot a kétféle – az A-ban dús α és a B-ben dús β szilárd oldat alkotja. A fázisdiagram x-tengelyén A és B koncentrációja, az y-koordinátáján a hőmérséklet látható. Az ábrán a két likvidusz görbe metszi egymást, ezt a pontot eutektikus pontnak nevezzük. E ponthoz tartozó hőmérséklet az eutektikus hőmérséklet.
Ha a kétkomponensű rendszer összetétele éppen megfelel az eutektikus pont összetételének, akkor a homogén olvadék, vagy oldat teljes mennyisége lehűlés közben az eutektikus hőmérsékleten α és β összetételű eutektikummá alakul. Erre az jellemző – ha például mikroszkóp alatt megfigyeljük –, hogy a kristályos anyagot a kétféle, eltérő összetételű szilárd oldatból álló kristálykák keveréke alkotja.
Nem minden többkomponensű rendszer képez eutektikumot. Vannak olyanok, melyek kristályosodása során minden koncentrációnál szilárd oldat képződik, mint például az arany-ezüst rendszer. Azt az ötvözetet, melynek létezik eutektikuma (például a vas-szénnek, illetve az acélnak), eutektikus rendszernek vagy eutektikus ötvözetnek hívják.